# Saudade, saudade
Saudade, saudade (Sehnsucht, Sehnsucht) ist ein portugiesisch- und englischsprachiger Popsong, der von Maro und John Blanda geschrieben und produziert und von Maro interpretiert wurde. Mit dem Titel vertrat sie Portugal beim Eurovision Song Contest 2022 in Turin.

## Hintergrund
Das Lied ist ein melancholischer, langsamer Popsong, der inhaltlich das Motiv der saudade aufgreift, das oft als Sehnsucht übersetzt wird, aber etwa auch Wehmut angesichts des Verlusts einer Person ausdrückt. Maro sagte, der Song handle von ihrem verstorbenen Großvater: „[it] is about and for my grandfather who unfortunately is no longer with us, but who continues to be an essential part of me and who is and always will be greatly missed. That is why I thought it would not make sense not to sing such a personal song.“
Maro schrieb das Lied mit ihrem befreundeten Produzenten John Blanda auf einer Reise nach Brasilien im Oktober 2021. Blanda spielte dabei ein Gitarrenriff und Maro sang dazu.
Das Lied wurde am 21. Januar 2022 veröffentlicht. Mit dem Titel gewann Maro das Festival da Canção 2022, den portugiesischen Vorentscheid. Dabei führte sie das Lied sowohl allein als auch mit einem kleinen Chor auf.

## Musikvideo
Das Musikvideo zeigt Maro, die den Song live gemeinsam mit vier Sängerinnen aufführt.

## Beim Eurovision Song Contest
Saudade, saudade konnte sich im ersten Halbfinale am 10. Mai 2022 für das Finale qualifizieren. Im Finale am 14. Mai erreichte Portugal mit insgesamt 207 Punkten den neunten Platz, wobei 171 Punkte von den Jurys vergeben wurden.

## Chartplatzierungen
| ChartsChartplatzierungen | Höchstplatzierung | Wochen |
| ------------------------ | ----------------- | ------ |
| Portugal (AFP)           | 3 (21 Wo.)        | 21     |
| Schweiz (IFPI)           | 79 (1 Wo.)        | 1      |